# Семёновское муниципальное образование (Иркутская область)
Семеновское муниципальное образование — сельское поселение в Заларинском районе Иркутской области.
Административный центр — село Семёновское.

## Демография
По результатам Всероссийской переписи населения 2010 года
численность населения муниципального образования составила 913 человек, в том числе 447 мужчин и 466 женщин.

## Населённые пункты
В состав сельского поселения входят 3 населённых пункта: село Семёновское, деревня Корсунгай и населённый пункт Участок Мейеровка.

### Урочища на территории муниципального образования
- Манилайн Бургаhан (Берёзовая роща)
- Ташкин-Нуур (Пересохшее озеро)